# Слафтервілл (Оклахома)
Слафтервілл (англ. Slaughterville) — місто (англ. town) в США, в окрузі Клівленд штату Оклахома. Населення — 4163 особи (2020).

## Географія
Слафтервілл розташований за координатами 35°5′41″ пн. ш. 97°16′58″ зх. д. / 35.09472° пн. ш. 97.28278° зх. д. (35.094631, -97.282809).  За даними Бюро перепису населення США в 2010 році місто мало площу 99,58 км², з яких 98,68 км² — суходіл та 0,90 км² — водойми.

## Демографія
Згідно з переписом 2010 року, у місті мешкало 4137 осіб у 1495 домогосподарствах у складі 1145 родин. Густота населення становила 42 особи/км².  Було 1649 помешкань (17/км²).
Расовий склад населення:
| - 85,5 % — білих - 5,9 % — корінних американців - 0,8 % — чорних або афроамериканців - 0,6 % — азіатів - 0,1 % — вихідців з тихоокеанських островів - 1,6 % — осіб інших рас |

До двох чи більше рас належало 5,6 %. Частка іспаномовних становила 4,0 % від усіх жителів.
За віковим діапазоном населення розподілялося таким чином: 27,1 % — особи молодші 18 років, 61,3 % — особи у віці 18—64 років, 11,6 % — особи у віці 65 років та старші. Медіана віку мешканця становила 37,5 року. На 100 осіб жіночої статі у місті припадало 104,5 чоловіків;  на 100 жінок у віці від 18 років та старших — 101,8 чоловіків також старших 18 років.
Середній дохід на одне домашнє господарство  становив 59 650 доларів США (медіана — 52 107), а середній дохід на одну сім'ю — 63 658 доларів (медіана — 57 072). Медіана доходів становила 36 844 долари для чоловіків та 28 482 долари для жінок. За межею бідності перебувало 11,4 % осіб, у тому числі 12,9 % дітей у віці до 18 років та 2,7 % осіб у віці 65 років та старших.
Цивільне працевлаштоване населення становило 1887 осіб. Основні галузі зайнятості: освіта, охорона здоров'я та соціальна допомога — 29,4 %, роздрібна торгівля — 16,9 %, публічна адміністрація — 8,2 %, будівництво — 7,0 %.